# زیرلایه نظارت بر دسترسی به رسانه انتقال
در شبکه‌های فراگیر که از یک کانال مشترک استفاده می‌کنند، اولین مسئله‌ای که پیش می‌آید این است که چه کسی از این کانال استفاده کند. به این کانال گاهی کانالهای با دسترسی چند گانه یا کانالهای با دسترسی تصادفی گوییم. حال وظیفه ما است که تصمیم گیری کرده و به ایستگاه‌های مختلف این اجازه را بدهیم که از کانال مشترک موجود استفاده بهینه را ببرند. وظیفه این عمل در دنیای شبکه بر عهده نرم‌افزارهای زیر لایهٔ نظارت بر دسترسی به رسانه انتقال (MAC) است. این زیر لایه وظیفه دارد که به کمک پروتکل‌هایی که در زیر ذکر می‌کنیم عدالت را بین ایستگاه‌ها پیاده نماید. حال فرض کنیم این کنترل انجام نگردد، در این حالت ممکن است چند ایستگاه به‌طور هم‌زمان نسبت به قرار دادن بسته‌های اطلاعاتی بر روی کانال اقدام کنند (این سناریو یادآور پاسخگویی هم‌زمان دانشجویان یک کلاس به یک پرسش استاد است). طبیعی است که هیچ‌یک از این بسته‌های اطلاعاتی قابل بازیافت توسط گیرنده (استاد در مثال ما) نیست. به این رویداد را تصادم گوییم. در کانال‌های شبکه می‌توان با بررسی توان مصرفی یا اندازه‌گیری و مقایسهٔ پهنای پالس سیگنال دریافتی از کانال و مقایسهٔ آن با سیگنال ارسالی تشخیص داده می‌شود. این فرایند تشخیص، به صورت آنالوگ انجام می‌شود و کدینگ خاصی همچون منچستر در این تشخیص کاربرد دارد.

## پروتکل‌های ALOHA
نورمن آبرامسون و همکاران او این روش را ایجاد کردند و دانشمندان دیگر به مرور به تکمیل آن پرداختند. دو نوع از این پروتکل‌ها در زیر بیان می‌شود.

### Pure ALOHA
در این روش که می‌توان آن را بی منطق‌ترین حالت هم دانست، تمام ایستگاه‌ها به محض آماده شدن بسته‌های اطلاعاتی شان، آن را به کانال انتقال می‌فرستند. اگر تصادمی رخ نداد که چه بهتر ولی اگر تصادمی رخ داد آن را توسط کانال مستقلی گزارش می‌کند. بعد از گزارش تصادم این فرایند دوباره تکرار می‌شود. بعد محاسبات آماری مشخص شده‌است که در این حالت تنها ۱۸ درصد از کانال بهره‌برداری می‌شود. بیشینهٔ کارایی در این روش با طول فریم یکسان بدست می‌آید. زمانیکه برخورد به وجود می‌آید، فرستنده زمانی با طول تصادفی را صبر می‌کند و داده‌ها را دوباره منتقل می‌کند. منتظر پیام تصدیق دریافت (Ack) می‌ماند اگر پیامِ تصدیقِ دریافت را دریافت نکرد دوباره داده‌ها را ارسال می‌کند.

### Slotted ALOHA
در این روش از برش‌های زمانی استفاده می‌شود. الگوریتم این روش به قرار زیر است:
- بعد از مهیا شدن اطلاعات، ایستگاه باید آنقدر منتظر بماند تا به آغاز برش زمانی بعدی برسد.
- بعد از اتمام برش زمانی بسته اطلاعاتی به روی کانال ارسال می‌گردد.
- در صورت بروز تصادم این فرایند دوباره تکرار می‌شود.

این پروتکل دو برابر بهتر از روش قبل است بنابراین میزان بهره کانال به ۳۷ درصد می‌رسد.

## پروتکل‌های دسترسی چند گانه با قابلیت شنود سیگنال(CSMA)
به مجموعهٔ این پروتکل‌ها، پروتکل‌های شنود سیگنال نیز گوییم. این پروتکل‌ها مناسب تر بوده و کاربردی تر هستند. چراکه بدون تحقیق حکم صادر نمی‌کنند!

### Persistent CSMA
به این پروتکل که گاهی به آن ۱-Persistent CSMA نیز گوییم طبق الگوریتم زیر کار می‌کند.
1. به کانال گوش می‌دهد
2. اگر کانال خالی است اطلاعات را به سوی کانال ارسال کن.
  1. در غیر اینصورت به مرحله ۱ بازگرد.

در این روش نیز امکان تصادم وجود دارد. دو حالت زیر سناریوهای احتمالی وقوع این رویداد است:
- تأخیر انتشار وجود داشته باشد.
- انتظار هم‌زمان برای خالی شدن کانال.

### Nonpersistent CSMA
این پروتکل مبتنی بر شنود سیگنال است و طبق الگوریتم زیر است:
1. اگر کانال خالی است اطلاعات را به سوی کانال ارسال کن.
  1. در غیر اینصورت زمان تصادفی را صبر کن.
2. بازگشت به مرحله ۱.به کانال گوش بده.

این روش با حالت قبل دو تفاوت دارد:
- تأخیر بیشتری نسبت به روش قبل دارد.
- زمان انتظار به صورت تصادفی محاسبه می‌گردد.

### p-Persistent CSMA
این پروتکل برای کانال‌های زمان‌بندی مناسب است و دارای الگوریتم زیر است:
1. شنود کانال.
2. اگر کانال اشغال نیست آن را با احتمال p به روی کانال قرار بده (این امر قطعی نیست).
  1. در غیر این صورت تا بعد از اسلات بعدی صبر کن و به مرحله ۱ بازگرد.

تا اینجا چند پروتکل را بررسی کردیم، قبل از ادامه این بخش توجه شما را به شکل روبرو جلب می‌کنیم که به مقایسه بهره‌وری کانال (ظرفیت مفید) بر حسب بار پرداخته است.
قبل از بحث در مورد ادامه پروتکل‌ها این نکته را خاطر نشان می‌کنیم که تمام پروتکل‌هایی که تا اینجا بررسی کردیم دسترسی تصادفی را به کانال دارند.

### CSMA با تشخیص تصادم
در این پروتکل به محض تشخیص تصادم ادامه ارسال فریم آسیب دیده متوقف می‌گردد. این قطع شدن سریع، باعث می‌شود که در پهنای باند به میزان زیادی صرفه جویی شود. چنین پروتکلی را به اختصار CSMA/CD یا پروتکل دسترسی چندگانه با قابلیت شنود سیگنال حامل همراه با تشخیص تصادم نامیم. CSMA/CD می‌تواند در سه وضعیت باشد:
- رقابت
- ارسال
- بیکار

## پروتکل‌های دسترسی چند گانه مبتنی بر تقسیمطول موج

### MACA
MACA (Multiple Access with Collision Avoidance)
دستیابی چندگانه با پرهیز از برخورد شامل قراداد اولیه‌ای است که برای شبکه‌های محلی بی‌سیم طراحی شد.
```
 ایده اصلی آن این است که فرستنده، گیرنده را به خروج قاب کوچک وادار کند و از انتقال در طول رسیدن قاب داده بزرگ خودداری می‌کند.
```

(Request To Send) RTS درخواست و تقاضا
(Clear To Send) CTS آمادگی و ارسال

### MACAW
شبکه‌های کامپیوتری - آندرواس. تَنن بام - ویراست چهارم۲۰۰۳